# Вороновка (приток Оби)
Вороновка — река в Томской области России. Устье реки находится в 12 км по правому берегу Орловской протоки реки Обь (№ 2283), впадающей в Обь в 2451 км от устья по правому берегу. Длина реки составляет 10 км.

## Данные водного реестра
По данным государственного водного реестра России относится к Верхнеобскому бассейновому округу, водохозяйственный участок реки — Обь от впадения реки Чулым до впадения реки Кеть, речной подбассейн реки — Чулым. Речной бассейн реки — (Верхняя) Обь до впадения Иртыша.